# Шврлюга, Андро
Андро Шврлюга (хорв. Andro Švrljuga; 24 октября 1985, Риека, Югославия) — хорватский футболист, защитник литовского клуба «Судува».

## Карьера
На профессиональном уровне выступает с 2004 года. Начинал карьеру в клубе второй лиги Хорватии «Поморац». В 2007 году перешёл в другой клуб лиги «Истра 1961», с которым стал победителем розыгрыша 2008/09 и следующий сезон отыграл с командой в высшей лиге. С 2010 по 2012 год был игроком клуба высшей лиги «Риека». Летом 2012 года подписал контракт с литовским «Жальгирисом». В команде провёл 4 года и трижды выиграл национальный чемпионат. В 2016 году перешёл в другой литовский клуб «Судува», с которым также неоднократно становился чемпионом Литвы.

## Достижения
«Истра 1961»
- Победитель Второй лиги Хорватии: 2008/09

«Жальгирис»
- Чемпион Литвы (3): 2013, 2014, 2015
- Обладатель Кубка Литвы (4): 2012, 2013, 2014, 2015

«Судува»
- Чемпион Литвы (3): 2017, 2018, 2019
- Обладатель Суперкубка Литвы (2): 2018, 2019